# 1. FC Köln (vrouwenvoetbal)
1. FC Köln is een Duitse vrouwenvoetbalclub uit Keulen. Het is de vrouwenafdeling van de Duitse club 1. FC Köln en komt uit in de Bundesliga.

## Historie
De club bestaat sinds 2009 toen FFC Brauweiler Pulheim overging in 1. FC Köln. In haar eerste seizoen speelde de club in de tweede Bundesliga waarin het de derde plaats wist te behalen. In 2015 promoveerde 1. FC Köln voor het eerst naar de Bundesliga. Sindsdien is de club actief op het hoogste niveau van Duitsland. Het team wordt getraind door Daniel Weber.

## Selectie
Bijgewerkt tot 16 april 2024
| Nr.           | Nat.                           | Naam                  | Vorige club                |
| ------------- | ------------------------------ | --------------------- | -------------------------- |
| Keepers       |                                |                       |                            |
| 1             | Vlag van Oostenrijk            | Jasmin Pal            | SC Sand                    |
| 12            | Vlag van Duitsland             | Paula Hoppe           | Jeugd                      |
| 24            | Vlag van Duitsland             | Josefine Osigus       | Jeugd                      |
| Verdedigers   |                                |                       |                            |
| 2             | Vlag van Denemarken            | Sofie Vendelbo        | KRC Genk                   |
| 3             | Vlag van Duitsland             | Leni Palm             | Jeugd                      |
| 4             | Vlag van Slovenië              | Sara Agrez            | VfL Wolfsburg              |
| 5             | Vlag van Oostenrijk            | Celina Degen          | TSG 1899 Hoffenheim        |
| 14            | Vlag van Duitsland             | Carlotta Imping       | Jeugd                      |
| 18            | Vlag van Bosnië en Herzegovina | Andrea Gavric         | FC Bayern München          |
| 21            | Vlag van Duitsland             | Anna Gerhardt         | 1. FFC Turbine Potsdam     |
| 25            | Vlag van Duitsland             | Laura Donhauser       | FC Bayern München          |
| 28            | Vlag van Duitsland             | Janina Hechler        | Eintracht Frankfurt        |
| Middenvelders |                                |                       |                            |
| 6             | Vlag van Duitsland             | Lotta Cordes          | VfL Wolfsburg              |
| 7             | Vlag van Duitsland             | Manjou Wildes         | SG Essen-Schönebeck        |
| 8             | Vlag van Duitsland             | Laura Vogt            | Jeugd                      |
| 9             | Vlag van Polen                 | Adriana Achcinska     | UKS SMS Lodz               |
| 10            | Vlag van Israël                | Sharon Beck           | SC Freiburg                |
| 11            | Vlag van Zwitserland           | Alena Bienz           | FC Luzern                  |
| 16            | Vlag van Duitsland             | Lilith Schmidt        | Jeugd                      |
| 26            | Vlag van Polen                 | Martyna Wiankowska    | 1. FFC Turbine Potsdam     |
| 27            | Vlag van Duitsland             | Lena Uebach           | 1. FFC Turbine Potsdam     |
| Aanvallers    |                                |                       |                            |
| 13            | Vlag van Duitsland             | Emma Lattus           | Jeugd                      |
| 19            | Vlag van Hongarije             | Dóra Zeller           | BK Häcken                  |
| 20            | Vlag van Duitsland             | Meike Messmer         | Hegauer FV                 |
| 22            | Vlag van Duitsland             | Natalia Padilla-Bidas | FC Bayern München (huur)   |
| 23            | Vlag van Duitsland             | Marleen Schimmer      | San Diego Wave             |
| 29            | Vlag van Duitsland             | Selina Cerci          | 1. FFC Turbine Potsdam     |
| 30            | Vlag van Duitsland             | Carlotta Wamser       | Eintracht Frankfurt (huur) |

SV Werder Bremen · 
MSV Duisburg · 
SG Essen-Schönebeck · 
Eintracht Frankfurt ·
SC Freiburg · 
TSG 1899 Hoffenheim · 
1. FC Köln · 
RB Leipzig ·
Bayer 04 Leverkusen · 
FC Bayern München · 
1. FC Nürnberg · 
VfL Wolfsburg